# Ulica Waliców w Warszawie

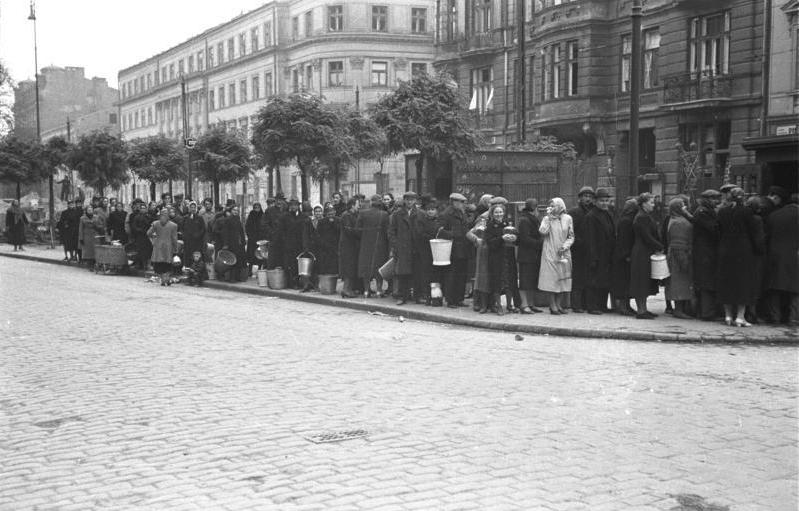
Kolejka po wodę na ulicy Chłodnej, w tle szkoła przy ul. Waliców 34 (wrzesień lub październik 1939)

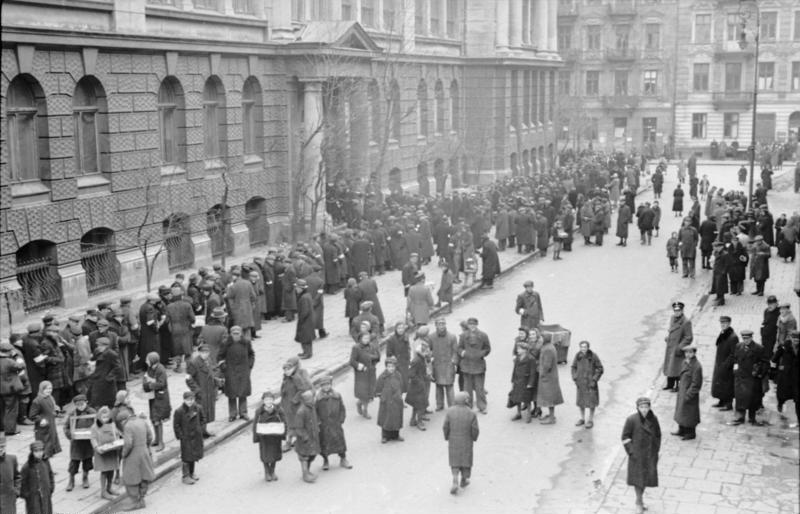
Tłum przed byłą Szkołą Handlową Zgromadzenia Kupców na rogu ulic Prostej i Waliców (maj 1941)

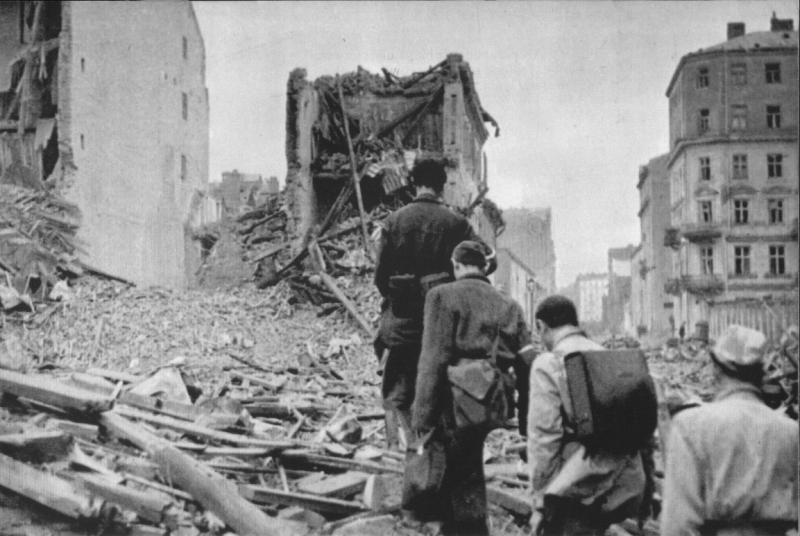
Patrol plutonu „Agaton” batalionu "Pięść" w gruzach zburzonej szkoły przy ulicy Chłodnej 11/13 róg Waliców 34, idzie w kierunku ulicy Waliców. Po stronie prawej Waliców 23, wysoka kamienica za Krochmalną to Waliców 21

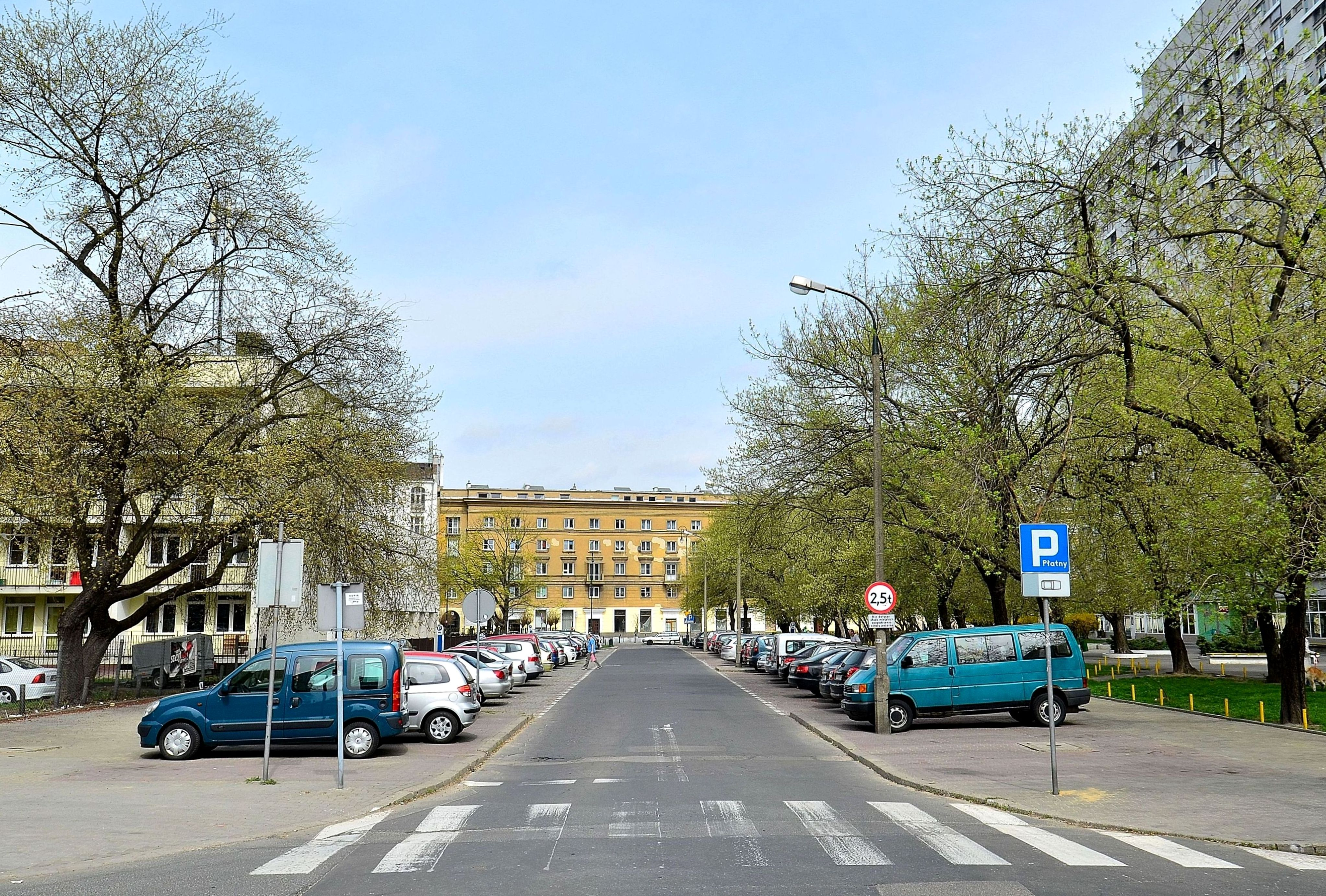
Ulica Waliców róg ulicy Krochmalnej, widok w kierunku ulicy Chłodnej

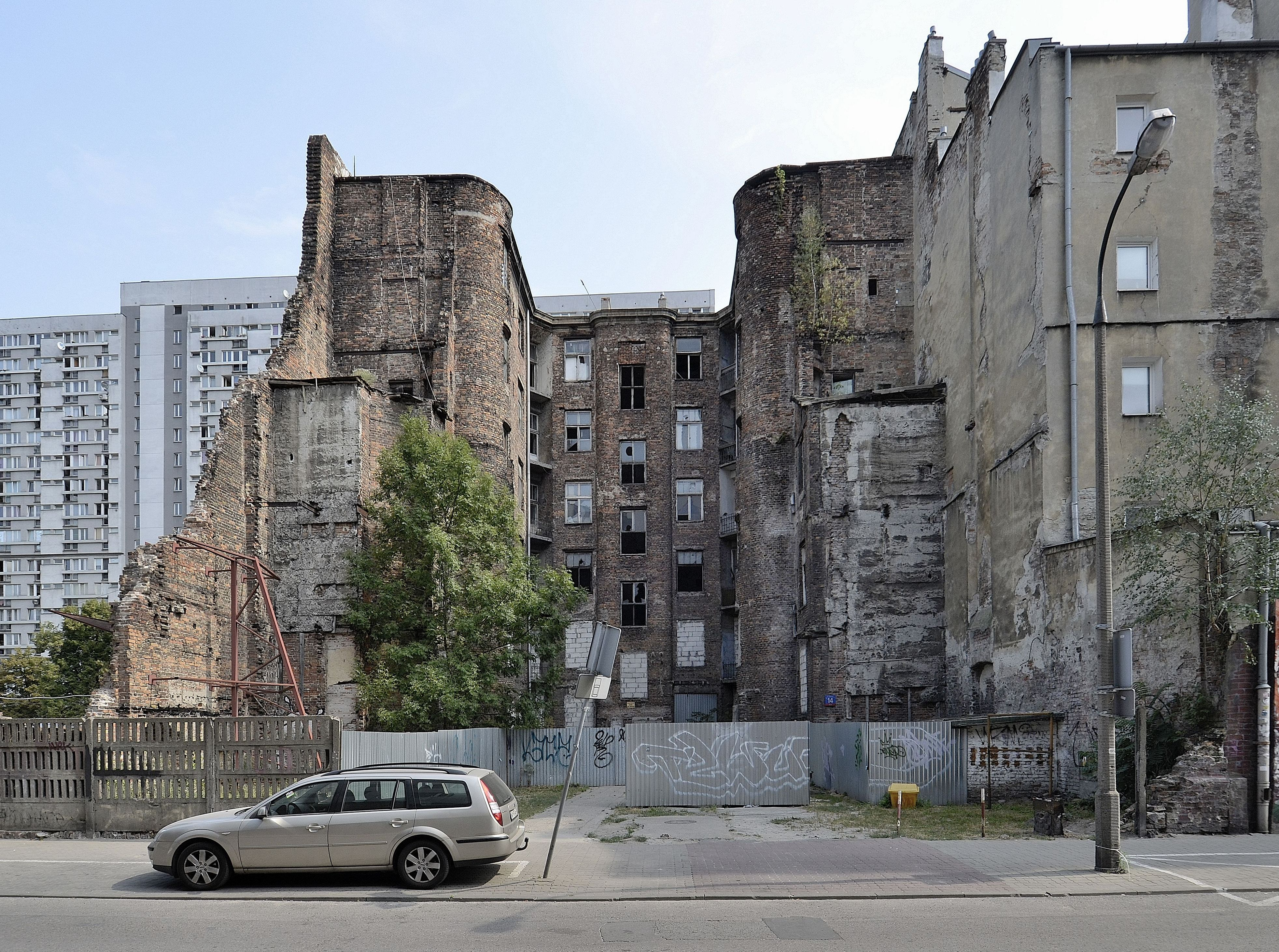
Kamienica przy ul. Waliców 14 w której mieszkali Menachem Kipnis i Władysław Szlengel

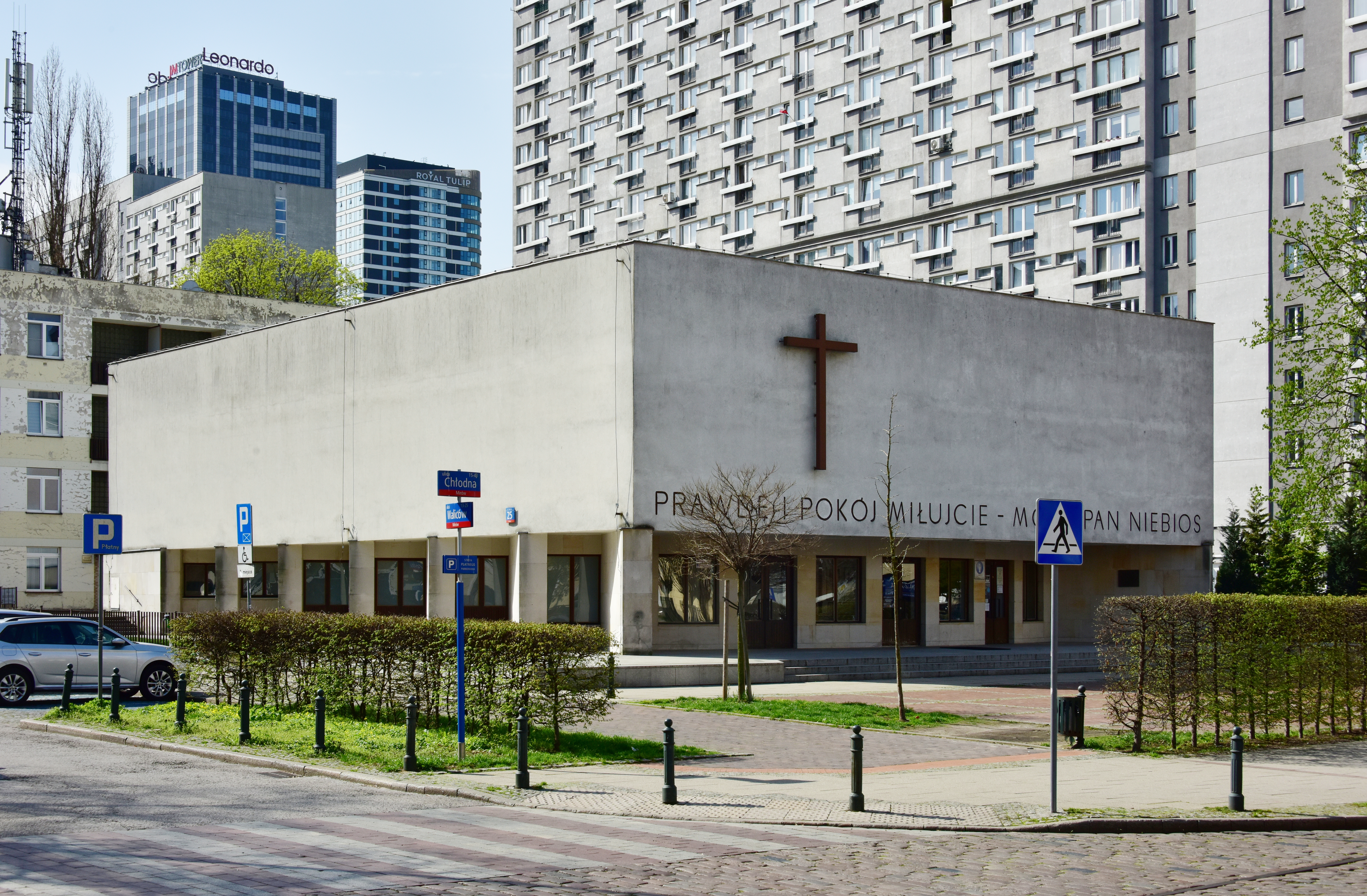
Kaplica baptystów przy ulicy Waliców 25

Ulica Waliców – ulica w dzielnicy Wola w Warszawie. Biegnie od ul. Pereca, przecina Grzybowską i Krochmalną, a kończy się przy ul. Chłodnej.
Na przełomie XIX i XX w. została przedłużona do ulicy Prostej, lecz po zmianie układu zabudowy po 1945, w wyniku zniszczeń wojennych została ponownie skrócona.

## Nazwa
Nazwa ulicy, nadana urzędowo w 1770, pochodzi od nazwy posiadłości Waliców, założonej przez wojewodę rawskiego Bazylego Walickiego.

## Historia
Waliców, niesłusznie nazywany jurydyką, powstał w drugiej połowie XVIII wieku w wyniku objęcia w 1763 przez Walickiego w dzierżawę wieczystą części gruntów starostwa warszawskiego. Działka miała kształt prostokąta, o krótszym boku opartym o tzw. drogę wolską (wkrótce nazwaną ulicą Chłodną). W 1767 geometra przysięgły Deutsch wytyczył pierwsze działki i ulice: całość podzielono na 30 parceli, przez środek, prostopadle do ul. Chłodnej, wyznaczono ulicę zwaną Walicowem oraz przecinające ją: Krochmalną, Grzybowską i Ceglaną (obecnie Pereca). W 1770 zatwierdzono nazwy ulic, w 1784 parcele otrzymały numerację. Administracyjnie i sądowniczo osada była uzależniona od Grzybowa, w 1791–94 została włączona do Warszawy.
W 1763 przy Walicowie funkcjonowały już 2 browary: Anny Raubach i Henryka Grodke. W ciągu kolejnych 20 lat cała okolica została rozparcelowana i nabrała charakteru przemysłowo-rolniczego: w najbliższym sąsiedztwie działało 10 browarów i cegielnia. W 1805 przy Ceglanej powstały Ogrody Ulrychów, od 1878 przenoszone stopniowo na Górce. Przedsiębiorcy to przeważnie przybysze pochodzenia niemieckiego, często podpisujący się w dokumentach jeszcze szwabachą. Lokatorami domów byli najczęściej pracownicy tutejszych browarów, drobni rzemieślnicy, krowiarze handlujący mlekiem, czy wyrobnicy. Na rogu z Krochmalną w 1822 urządzono salę zabaw zwaną Wrocławską, a potem Srebrną.
W 1854 na parceli między ulicami Żelazną, Grzybowską, Waliców i Ceglaną powstał duży browar Junga, rozbudowany z istniejącego od 1824 browaru Kazimirusa. Po śmierci Hermana Junga zakład przy Walicowie zlikwidowano, a w 1919 przedsiębiorstwo prowadzone przez syna Hermana, Seweryna, weszło w skład firmy Haberbusch i Schiele Zjednoczone Browary Warszawskie Spółka Akcyjna. Posesja przy Walicowie była natomiast od 1890 w posiadaniu Banku Handlowego, który dzierżawił budynki różnym firmom, m.in. od 1897 działała tu wytwórnia lemoniady i wody sodowej A. Domańskiego.
W 1905–1906 na rogu Prostej i Walicowa stanął nowy gmach Szkoły Handlowej Zgromadzenia Kupców m. Warszawy według projektu Edwarda Goldberga. Budynek jak na owe czasy i tę okolicę miasta wyróżniał się nowoczesnością, m.in. posiadał oświetlenie elektryczne i sanitariaty podłączone do bieżącej wody.
W listopadzie 1940 niemal cała ulica, z wyjątkiem ok. 100 m od strony Chłodnej i ok. 50 m zachodniej pierzei od rogu Ceglanej, znalazła się w granicach warszawskiego getta – w tych dwóch miejscach granica getta przechodziła w poprzek ulicy. Fragment jezdni od strony Ceglanej został wyłączony z getta, aby zapewnić dojazd do firmy Domańskiego, działającej jeszcze do 1944. W grudniu 1941 wschodnia strona Walicowa między Chłodną a Krochmalną w całości została wyłączona z getta, natomiast zachodnia aż do Chłodnej została do niego włączona. W sierpniu 1942, w czasie wielkiej akcji deportacyjnej, obszar na południe od Chłodnej został włączony do części aryjskiej, z wyjątkiem tzw. szopu Toebbensa, w którym znalazł się fragment ulicy Waliców między Prostą a Ceglaną.
W pierwszych dniach powstania warszawskiego w tym rejonie operowały oddziały Gustawa Billewicza „Sosny”, a po jego wycofaniu się 6 sierpnia na Stare Miasto, Zgrupowanie „Chrobry II”. Po przebiciu przez oddziały Reinefartha korytarza wzdłuż osi ulic Chłodnej i Elektoralnej do placu Żelaznej Bramy i dalej przez Ogród Saski do mostu Kierbedzia (6−7 sierpnia), w rękach powstańców pozostała jedynie południowa część ulicy. Szczególnie ciężkie walki toczyły się na odcinku między Grzybowską a Krochmalną, który wielokrotnie przechodził z rąk do rąk, lecz początkowy fragment Walicowa (od strony Ceglanej) pozostał po stronie polskiej aż do dnia kapitulacji, 3 października.
Po wojnie większość zabudowy była zniszczona i nawet budynki częściowo ocalałe zostały rozebrane, choć nieliczne dotrwały jeszcze do lat 60. M.in. w 1961 ostatecznie wyburzono pozostałości po gmachu Szkoły Handlowej. Z przedwojennych ostańców do dziś pozostały kamienice pod nr 10, 12, 14 i 17 oraz fragment muru dawnego browaru Junga (nr 11), wkomponowany w elewację biurowca Aurum, a po jego zburzeniu w parter nowego budynku.
W okresie powojennym okolica przez długi czas pozostawała zrujnowana, zyskując miano Dzikiego Zachodu. Dopiero w latach 70. XX wieku na tym obszarze powstało osiedle Za Żelazną Bramą, choć tylko jeden budynek ma adres Waliców (nr 20).
W 2020, w czasie budowy kompleksu biurowego Mennica Legacy Tower, wybudowano przedłużenie ulicy Waliców do ulicy Prostej. 

## Ważniejsze obiekty
- Waliców 11: Fragment muru dawnego browaru Junga, który w latach 1940–1942 stanowił granicę warszawskiego getta. Pozostałości dawnych budynków przejęła w końcu lat 80. Mennica Państwowa, zamierzając stopniowo je likwidować pod nową zabudowę[7]. Staraniami Zespołu Opiekunów Kulturowego Dziedzictwa Warszawy[13] udało się doprowadzić do wpisania budynku fabrycznego na rogu ulic Pereca i Waliców oraz ściany hali fabrycznej od strony Walicowa do rejestru zabytków i zablokować ich wyburzanie. W latach 1999–2000 pozostałe fragmenty zostały nadbudowane i połączone z nowym 7-kondygnacyjnym budynkiem biurowym według projektu R. Urbańczyka we współpracy z L. Czaplińskim i T. Wekka[14]. W czerwcu 2016 rozpoczęto wyburzanie nadbudowy. W tym miejscu powstał nowy apartamentowiec wzniesiony przez Mennicę Polską[11]. Na zabytkowym murze znajduje się tablica upamiętniająca przebieg muru getta w tym miejscu (od maja 2000 z brązu, wcześniej blaszana)[7].
- Waliców 10, 12 i 14: kamienice z lat 1910–1914 wpisane w 2018 do rejestru zabytków[15]
- Waliców 15: Wydział Ruchu Drogowego Komendy Stołecznej Policji.
- Waliców 25: kaplica baptystów, oddana do użytku 9 września 1961[16].

## Znani mieszkańcy
- Przy ul. Waliców 14 mieszkali: Menachem Kipnis, dziennikarz, znawca muzyki żydowskiej i działacz społeczny, zmarły w 1942 oraz Władysław Szlengel, poeta warszawskiego getta, który zginął podczas powstania w getcie w bunkrze Szymona Kaca na Świętojerskiej[17].
- Przy ul. Waliców 6 mieszkała Helena Szereszewska[18], pisarka, autorka wspomnień o życiu w getcie Krzyż i mezuza[19].

## Inne informacje
- Po upadku powstania w okolicznych ruinach i piwnicach chroniło wielu robinsonów warszawskich, m.in. od 7 października 1944 do 18 stycznia 1945 duża grupa 10 osób przebywała w specjalnie wcześniej przygotowanych głębokich pomieszczeniach podziemnych (poniżej piwnic) w Szkole Zgromadzenia Kupców, tak niskich, że nie pozwalały na wyprostowanie się[20].
- Podczas rewitalizacji ulicy Chłodnej w 2011 na rogu z Walicowem umieszczono w chodniku tablicę upamiętniającą bunkier niemiecki, który znajdował się tu w czasie okupacji. Bunkier podziemnym kanałem łączył się z budynkiem byłej szkoły, w której zlokalizowano koszary policji niemieckiej. Jego zdobycie umożliwiło 3 sierpnia 1944 atak powstańców na Nordwache na rogu Chłodnej i Żelaznej.
- Na rogu ulic Waliców i Grzybowskiej znajdował się dom Wołowskich, jedyna pamiątka po domu rodzinnym wybitnej polskiej pianistki XIX w. Marii Szymanowskiej. Dom spłonął w 1944, lecz do dziś widoczny jest ślad po dachu i stropach kolejnych pięter na ścianie kamienicy przy Grzybowskiej 46[21].